# Hernâni (football, 1991)
Pour les articles homonymes, voir Hernani (homonymie).
Hernâni Jorge Santos Fortes, plus couramment appelé Hernâni, est un joueur de football portugais, évoluant au poste d'ailier droit au Al Najma.

## Statistiques
| Saison                | Club                     | Championnat           | Championnat | Championnat | Coupe(s) nationale(s) | Coupe(s) nationale(s) | Compétition(s) continentale(s) | Compétition(s) continentale(s) | Compétition(s) continentale(s) | Total | Total |
| Saison                | Club                     | Division              | M.          | B.          | M.                    | B.                    | Comp.                          | M.                             | B.                             | M.    | B.    |
| 2014-2015             | FC Porto                 | Primeira Liga         | 8           | 2           | 1                     | 0                     | C1                             | 1                              | 0                              | 10    | 2     |
| Sous-total            | Sous-total               | Sous-total            | 8           | 2           | 1                     | 0                     | -                              | 1                              | 0                              | 10    | 2     |
| 2015-2016             | Olympiakos (prêt)        | Superleague           | 16          | 4           | 5                     | 4                     | C1                             | 5                              | 0                              | 26    | 8     |
| Sous-total            | Sous-total               | Sous-total            | 16          | 4           | 5                     | 4                     | -                              | 5                              | 0                              | 26    | 8     |
| 2016-2017             | Vitória Guimarães (prêt) | Primeira Liga         | 27          | 8           | 8                     | 4                     | -                              | -                              | -                              | 35    | 12    |
| Sous-total            | Sous-total               | Sous-total            | 27          | 8           | 8                     | 4                     | -                              | -                              | -                              | 35    | 12    |
| Total sur la carrière | Total sur la carrière    | Total sur la carrière | 51          | 14          | 14                    | 8                     | -                              | 6                              | 0                              | 71    | 22    |

## Palmarès
- Championnat de Grèce : 2016
- Championnat du Portugal : 2018